# 미나미쓰루군

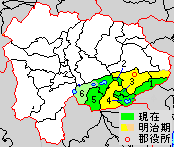
미나미쓰루 군의 위치

미나미쓰루군(일본어: 南都留郡)은 일본 야마나시현에 있는 군이다.
인구 48,843명, 면적 420.98km², 인구밀도 116명/km².(2025년 3월 1일, 추계인구)
이하 2정 4촌으로 구성된다.
- 후지카와구치코정(富士河口湖町) （ふじかわぐちこまち）
- 니시카쓰라정(西桂町) （にしかつらちょう）
- 나루사와촌(鳴沢村) （なるさわむら）
- 도시촌(道志村) （どうしむら）
- 야마나카코촌(山中湖村) （やまなかこむら）
- 오시노촌(忍野村) （おしのむら）

## 군역
1878년 발족 당시의 군역은 후지카와구치코정의 일부를 제외한 위의 2정 4촌에 후지요시다시·쓰루시 및우에노하라시의 일부(아키야마촌)를 더한 지역이다.

## 역사
- 1878년 12월 19일 - 군구정촌 편제법이 야마나시현에서 시행되면서 쓰루군 중 일부 구역으로 미나미쓰루군이 발족.

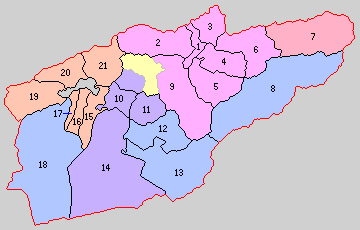
1.야촌 2.다카라촌 3.가세이촌 4.미요시촌 5.가이치촌 6.모리사토촌 7.아키야마촌 8.도시촌 9.가쓰라촌 10.미즈호촌 11.아스미촌 12.오시노촌 13.나카노촌 14.후쿠치촌 15.후나쓰촌 16.고다치촌 17.가쓰야마촌 18.나루사와촌 19.니시노우미촌 20.오이시촌 21.가와구치촌 (보라:후지요사다시 분홍:쓰루시 빨강:우에노하라시 등색:후지카와구치코정 황색:니시카쓰라정 파랑:합병 없음)

- 1889년 7월 1일 - 정촌제 시행으로, 아래의 정촌이 발족.(21촌)
  - 야촌(谷村), 다카라촌(宝村), 가세이촌(禾生村), 미요시촌(三吉村), 가이치촌(開地村), 모리사토촌(盛里村): 현 쓰루시
  - 아키야마촌(秋山村): 현 우에노하라시
  - 도시촌(道志村)(현재)
  - 가쓰라촌(桂村):현 쓰루시, 후지요시다시, 니시카쓰라정
  - 미즈호촌(瑞穂村), 아스미촌(明見村): 현 후지요시다시
  - 오시노촌(忍野村)(현재)
  - 나카노촌(中野村): 현 야마나카코촌
  - 후쿠치촌(福地村): 현 후지요시다시
  - 후나쓰촌(船津村), 고다치촌(小立村), 가쓰야마촌(勝山村): 현 후지카와구치코정
  - 나루사와촌(鳴沢村)(현재)
  - 니시노우미촌(西湖村), 오이시촌(大石村), 가와구치촌(河口村): 현 후지카와구치코정
- 1892년 4월 1일 - 니시노우미촌의 일부가 분리되어 나가하마촌(長浜村)이 발족.(22촌)
- 1893년 6월 3일 - 가쓰라촌의 일부로 히가시카쓰라촌(東桂村)이, 잔여부로 니시카쓰라촌(西桂村)이 각각 발족.(23촌)
- 1896년 3월 7일 - 야촌이 정제 시행으로 야무라정(谷村町)이 됨.(1정 22촌)
- 1899년 5월 17일 - 나루사와촌의 일부가 분리되어 오아라시촌(大嵐村)이 발족.(1정 23촌)
- 1939년 8월 1일 - 미즈호촌이 정제 시행과 개칭으로 시모요시다정(下吉田町)이 됨.(2정 22촌)
- 1942년
  - 4월 1일 - 미요시촌·가이치촌이 야무라정에 편입.(2정 20촌)
  - 7월 8일 - 니시노우미촌·나가하마촌이 합병하여, 니시하마촌(西浜村)이 발족.(2정 19촌)
- 1947년 11월 23일 - 후쿠치촌이 정제 시행과 개칭으로 후지카미요시다정(富士上吉田町)이 됨.(3정 18촌)
- 1948년 5월 3일 - 아스미촌이 정제 시행으로 아스미정(明見町)이 됨.(4정 17촌)
- 1951년 3월 20일 - 후지카미요시다정·아스미정·시모요시다정이 합병하여, 후지요시다시(富士吉田市)가 발족, 군에서 이탈.(1정 17촌)
- 1952년 9월 15일 - 니시카쓰라촌이 정제 시행으로 니시카쓰라정(西桂町)이 됨.(2정 16촌)
- 1954년 4월 29일 - 야무라정·다카라촌·모리사토촌·가세이촌·히가시카쓰라촌이 합병하여, 쓰루시(都留市)가 발족, 군에서 이탈.(1정 12촌)
- 1955년 4월 10일 - 니시하마촌·오아라시촌이 합병하여, 아시와다촌(足和田村)이 발족.(1정 11촌)
- 1956년 9월 30일 - 고다치촌·후나쓰촌·가와구치촌·오이시촌이 합병하여, 가와구치코정(河口湖町)이 발족.(2정 7촌)
- 1960년 1월 1일 - 니시카쓰라정의 일부가 후지요시다시에 편입.
- 1965년 1월 1일 - 나카노촌이 야마나카코촌(山中湖村)으로 개칭.
- 2003년 11월 15일 - 가와구치코정·가쓰야마촌·아시와다촌이 합병하여, 후지카와구치코정(富士河口湖町)이 발족.(2정 5촌)
- 2005년 2월 13일 - 아키야마촌이 기타쓰루군 우에노하라정과 합병하여 우에노하라시(上野原市)가 발족, 군에서 이탈.(2정 4촌)
- 2006년 3월 1일 - 후지카와구치코정이 니시야쓰시로군 가미쿠이시키촌의 일부를 편입.

## 같이 보기
- 쓰루군
- 기타쓰루군